# 玉米湯

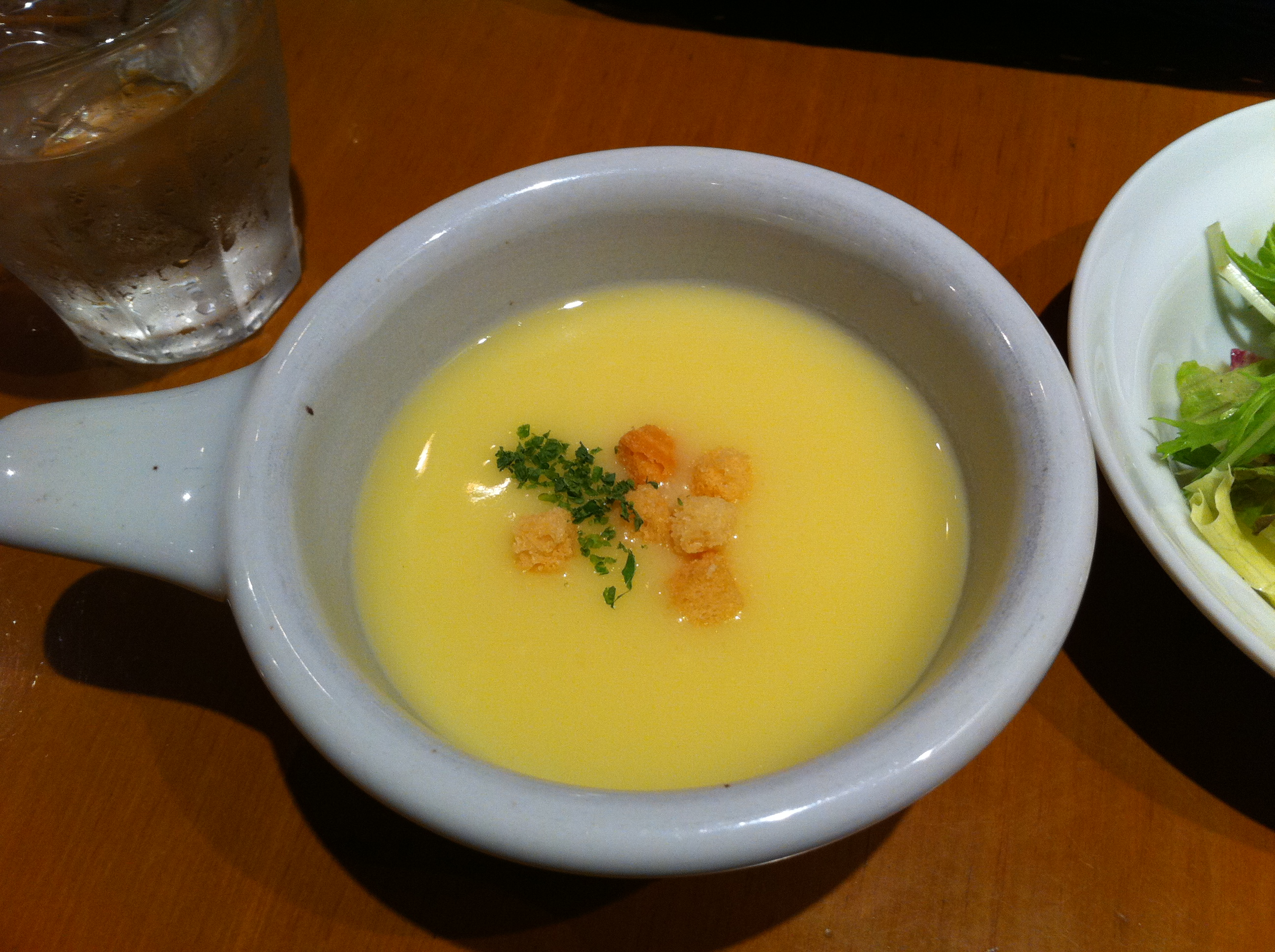
一碗日式玉米湯

玉米湯（英語：Corn soup）是一種以玉米作為主要食材的湯，玉米原產於中美洲，印第安人早已培育玉米並作為主要糧食。玉米在十五世紀通過哥倫布大交換傳入歐洲，同時歐洲人移民美洲將歐洲的飲食文化帶到美洲，產生將奶油加入玉米蓉的玉米巧達濃湯，並且成為新英格蘭的地道食品。玉米在十六世紀經華南地區傳入中國，廣東人流行飲用老火湯，玉米亦成為煲湯的食材，由於玉米帶有甜味，中醫亦認為玉米味甘性平，有健脾和胃，利尿去濕的功效，即使難以咀嚼的玉米鬚也很適合煲湯，所以廣東流行在時令湯水中加入玉米。

## 外部連結
维基共享资源上的相關多媒體資源：玉米湯